# Малкото пони
„Малкото пони“ (на английски: My Little Pony) е американски анимационен сериал, излъчен през 1986 – 1987 г.  Сериалът е базиран на едноименната поредица плюшени играчки.

## Озвучаващ състав
- Бетина Буш[3]
- Чарли Адлър[3]
- Сюзън Блу[3]
- Нанси Картрайт[3]
- Джийни Елайъс[3]
- Елън Гърстел[3]
- Скип Хайнант[3]
- Кели Хулихан[3]
- Кейти Лий[3]
- Шери Лин[3]
- Скот Менвил[3]
- Джил Уейн[3]
- Сара Партридж[3]
- Ръси Тейлър[3]
- Роби Лий[3]
- Би Джей Уорд[3]
- Трес Макнийл[3]
- Ноел Норт[3]
- Дженифър Дарлинг[3]
- Роб Полсън[3]
- Франк Уелкър[3]
- Кат Суси[3]
- Питър Кълън[3]

## В България
В България сериалът се излъчва по Нова телевизия през 1996 г. Екипът се състои от:
| Озвучаващи артисти | Ива Апостолова Живка Донева Венета Зюмбюлева Мая Бежанска Александър Воронов Иван Танев |

По-късно се излъчва и по TV 7.